# William Armstrong, Baron Armstrong of Sanderstead
William Armstrong, Baron Armstrong of Sanderstead GCB MVO PC (* 3. März 1915 in Clapton, London; † 12. Juli 1980 in Oxford) war ein britischer Regierungsbeamter und Bankier, der zwischen 1968 und 1975 Leiter des öffentlichen Dienstes (Her Majesty’s Civil Service) sowie von 1975 bis zu seinem Tod Vorstandsvorsitzender der Midland Bank war und 1975 als Life Peer aufgrund des Life Peerages Act 1958 Mitglied des House of Lords wurde.

## Leben

### Laufbahn im öffentlichen Dienst
Armstrong, dessen Vater Oberst der Heilsarmee war, absolvierte nach dem Besuch der Bec Grammar School in South London ein Studium am Exeter College der University of Oxford und trat anschließend in den öffentlichen Dienst ein. Zunächst arbeitete er zwischen 1938 und 1943 im Bildungsministerium (Board of Education) sowie im Anschluss von 1943 bis 1945 Privatsekretär des Sekretärs des Kriegskabinettes, Edward Bridges und wurde für seine dortigen Verdienste 1945 zum Member des Royal Victorian Order (MVO) ernannt.
Nach Kriegsende wechselte Armstrong in das Schatzamt (HM Treasury) und war dort zwischen 1949 und 1953 Erster Privatsekretär (Principal Private Secretary) der damaligen Schatzkanzler (Chancellor of the Exchequer) Richard Stafford Cripps, Hugh Gaitskell und Rab Butler. Im Anschluss war er von 1953 bis 1957 erst Ständiger Untersekretär (Permanent Under-Secretary) der Abteilung für Überseefinanzen sowie danach Untersekretär der Abteilung für Binnenfinanzen, ehe er zwischen 1958 und 1962 Dritter Sekretär des Schatzamtes sowie Kontenbevollmächtigter (Treasury Officer of Accounts) war. 1957 wurde er Companion des Order of the Bath (CB).
1962 wurde Armstrong Nachfolger von Frank Godbould Lee als Gemeinsamer Ständiger Sekretär des Schatzamtes (Joint Permanent Secretary to the Treasury) und bekleidete damit zusammen mit dem 1963 als Nachfolger von Norman Brook berufenen Laurence Helsby nach den damaligen Kabinettssekretären (Cabinet Secretary) Norman Brook beziehungsweise anschließend Burke Trend das zweiteinflussreichste Amt innerhalb des britischen öffentlichen Dienstes. 1963 wurde er zum Knight Commander des Order of the Bath (KCB) geschlagen und führte seither den Namenszusatz „Sir“. Das gemeinsam ausgeübte Amt als Ständige Sekretäre des Schatzamtes bekleideten er und Helsby bis 1968 und wurden dann von David Allen abgelöst, der das Amt allein ausübte.

### Leiter des öffentlichen Dienstes
1968 wurde Armstrong als Nachfolger von Helsby Leiter des öffentlichen Dienstes (Head of Her Majesty’s Civil Service) und war als solcher zugleich Ständiger Sekretär des Ministeriums für den öffentlichen Dienst (Civil Service Department), das vom jeweiligen Premierminister geleitet wurde. Aufgrund seines dadurch bedingten erheblichen Einflusses in der von Premierminister Edward Heath zwischen 1970 und 1974 geleiteten Regierung der Conservative Party wurde er in Presse und Öffentlichkeit „stellvertretender Premierminister“ (‚Deputy Prime Minister‘) genannt. Während dieser Zeit erfolgte 1973 auch seine Ernennung zum Mitglied des Privy Council.
In dieser Zeit kam es im Zuge der Ölkrise sowie nachfolgender Streiks von Bergarbeitern zu einigen von der Regierung angeordneten Energiesparmaßnahmen wie die Drei-Tage-Woche („Three-Day Week“). Diese sah vor, dass vom 1. Januar bis zum 7. März 1974 die Stromentnahme durch kommerzielle Elektrizitätsabnehmer auf drei aufeinander folgende Tage begrenzt wurde und es verboten war, an diesen länger zu arbeiten. Notwendige Dienstleistungsunternehmen wie Krankenhäuser, Supermärkte und Zeitungsverlage waren hiervon ausgenommen. Fernsehgesellschaften wurden aufgefordert, ihre Programmausstrahlung während der Krise um 22.30 Uhr einzustellen, um Elektrizität zu sparen. Während dieser angespannten Lage erlitt er einen Nervenzusammenbruch und war einige Zeit krankgeschrieben.

### Vorstandsvorsitzender der Midland Bank und Oberhausmitglied
Kurz nachdem er seinen Dienst wiederaufgenommen hatte, teilte ihm der Zweite Ständige Sekretär des Ministeriums für den öffentlichen Dienst Ian Bancroft mit, dass er Armstrong antragen sollte, ob dieser die Funktion als Vorstandsvorsitzender der Midland Bank annehmen möchte. Einige Zeit vorher gab es eine interne Besprechung zwischen Bancroft, Kabinettssekretär John Hunt und dem neuen Premierminister Harold Wilson, ob ein so eng in die wirtschaftliche Tätigkeit der Regierung verbundener Beamter in die Vorstandsvorsitzendenfunktion einer Bank wechseln könnte. Zuvor hatte bereits der Schatzkanzler der bisherigen Regierung Heath, Anthony Barber, das Amt des Vorstandsvorsitzenden der Standard Chartered Bank angetreten.
Der Premierminister stimmte zu, dass Armstrong die Funktion als Vorstandsvorsitzender der Midland Bank antreten könne. Nach der Übernahme dieser Funktion 1974 schied er aus dem öffentlichen Dienst aus und wurde als Leiter des öffentlichen Dienstes durch David Allen abgelöst.
Für seine langjährigen Verdienste wurde Armstrong, der 1968 auch zum Knight Grand Cross des Order of the Bath ernannt wurde, durch ein Letters Patent vom 29. Januar 1975 mit dem Titel Baron Armstrong of Sanderstead, of the City of Westminster, zum Life Peer erhoben und gehörte bis zu seinem Tod dem House of Lords als Mitglied an. Seine offizielle Einführung in das Oberhaus erfolgte am 4. März 1975 mit Unterstützung durch Leslie O’Brien, Baron O’Brien of Lothbury und Burke Trend, Baron Trend.

## Veröffentlichungen
- Some practical problems in demand management, Athlone Press, 1969
- The role and character of the Civil Service, Oxford University Press, 1970
- Personnel management in the Civil Service, HMSO, 1971
- The Individual, the enterprise, and the state: a collection of ideas and insights from a series of seminars held at the Oxford Centre for Management Studies, Wiley, 1977
- Budgetary Reform in the U.K., Oxford University Press, 1980